# Михалычев, Андрей Александрович
Андрей Александрович Михалычев (23 июня 1965, Москва, РСФСР, СССР) — советский футболист, вратарь.

## Карьера
Воспитанник СДЮШОР «Спартак» (Москва).
Выступал в советских командах «Спартак» (Москва), СК ФШМ/ЭШВСМ Москва, «Локомотив» Москва, «Асмарал» Москва.
После завершении карьеры игрока переехал в США, живёт в Сан-Диего.
В 2004 работал тренером в юношеской команде «Академика», в 2005 — массажистом в «Спортакадемклубе» (Москва).